# Campeonato da Ucrânia de Ciclismo em Estrada
Os Campeonatos da Ucrânia de Ciclismo em Estrada são organizados anualmente desde o ano de 1997 para determinar o campeão ciclista da Ucrânia de cada ano, na modalidade.
O título é outorgado ao vencedor de uma única prova, na modalidade de estrada. O vencedor obtêm o direito de usar a maillot com as cores da bandeira da Ucrânia até ao campeonato do ano seguinte, unicamente quando disputa provas em linha.

## Palmares
| Ano  | Campeão             | Segundo            | Terceiro                  |
| 1957 | Vladimir Stoliarov  | Arkadi Amatumi     | Georg Vinnik              |
| 1958 | Mikhaïl Kourbatov   | N. Kirijenko       | Nikolaï Etschenko         |
| 1992 | Vladimir Poulnikov  | Evgueni Zagrebelny | Oleg Petrovitch Chuzhda   |
| 1996 | Oleg Pankov         | Mikhaylo Khalilov  | Alexandre Markovnitchenko |
| 1997 | Yuri Prokopenko     | Andreï Korolev     | Serguei Bodatchiov        |
| 1998 | Vladimir Duma       | Vasiliy Zaika      | Dimitri Schipak           |
| 1999 | Olexander Fedenko   | Oleg Pankov        | Ruslan Pidgornyy          |
| 2000 | Vladimir Duma       | Volodymyr Gustov   | Valeriy Kobzarenko        |
| 2001 | Kyrylo Posyeyev     | Sergiej Sawieliew  | Serguei Avdeev            |
| 2002 | Oleksandr Klymenko  | Ruslan Pidgornyy   | Alexis Nakazniy           |
| 2003 | Serhiy Honchar      | Sergiy Matveyev    | Maksym Rudenko            |
| 2004 | Oleg Ruban          | Vladimir Duma      | Denys Kostyuk             |
| 2005 | Mijailo Jalilov     | Roman Luhovyy      | Oleksandr Kvachuk         |
| 2006 | Volodymyr Zagorodny | Volodymyr Starchyk | Denys Kostyuk             |
| 2007 | Volodymyr Zagorodny | Ruslan Pidgornyy   | Mijailo Jalilov           |
| 2008 | Ruslan Pidgornyy    | Denys Kostyuk      | Volodymyr Zagorodny       |
| 2009 | Volodymyr Starchyk  | Oleksandr Kvachuk  | Ruslan Pidgornyy          |
| 2010 | Vitaliy Popkov      | Ruslan Pidgornyy   | Oleksandr Sheydyk         |
| 2011 | Oleksandr Kvachuk   | Anatoliy Pakhtusov | Oleksandr Polivoda        |
| 2012 | Andriy Grivko       | Dmytro Krivtsov    | Oleksandr Polivoda        |
| 2013 | Denys Kostyuk       | Vitaliy Buts       | Volodymyr Zagorodny       |
| 2014 | Vitaliy Buts        | Denys Kostyuk      | Dmytro Krivtsov           |
| 2015 | Mykhailo Kononenko  | Denys Kostyuk      | Oleksandr Polivoda        |
| 2016 | Oleksandr Polivoda  | Vitaliy Buts       | Denys Kostyuk             |
| 2017 | Vitaliy Buts        | Andrii Bratashchuk | Oleksandr Polivoda        |
| 2018 | Oleksandr Polivoda  | Andrii Bratashchuk | Maksym Vasilyev           |
| 2019 | Andriy Kulyk        | Oleksandr Polivoda | Mykhailo Kononenko        |